# 特拉克·鲁宾逊
伦纳德·尤金·罗宾逊（英語：Leonard Eugene Robinson，1951年10月4日—），美国NBA联盟前职业篮球运动员。